# Jaap Bakema

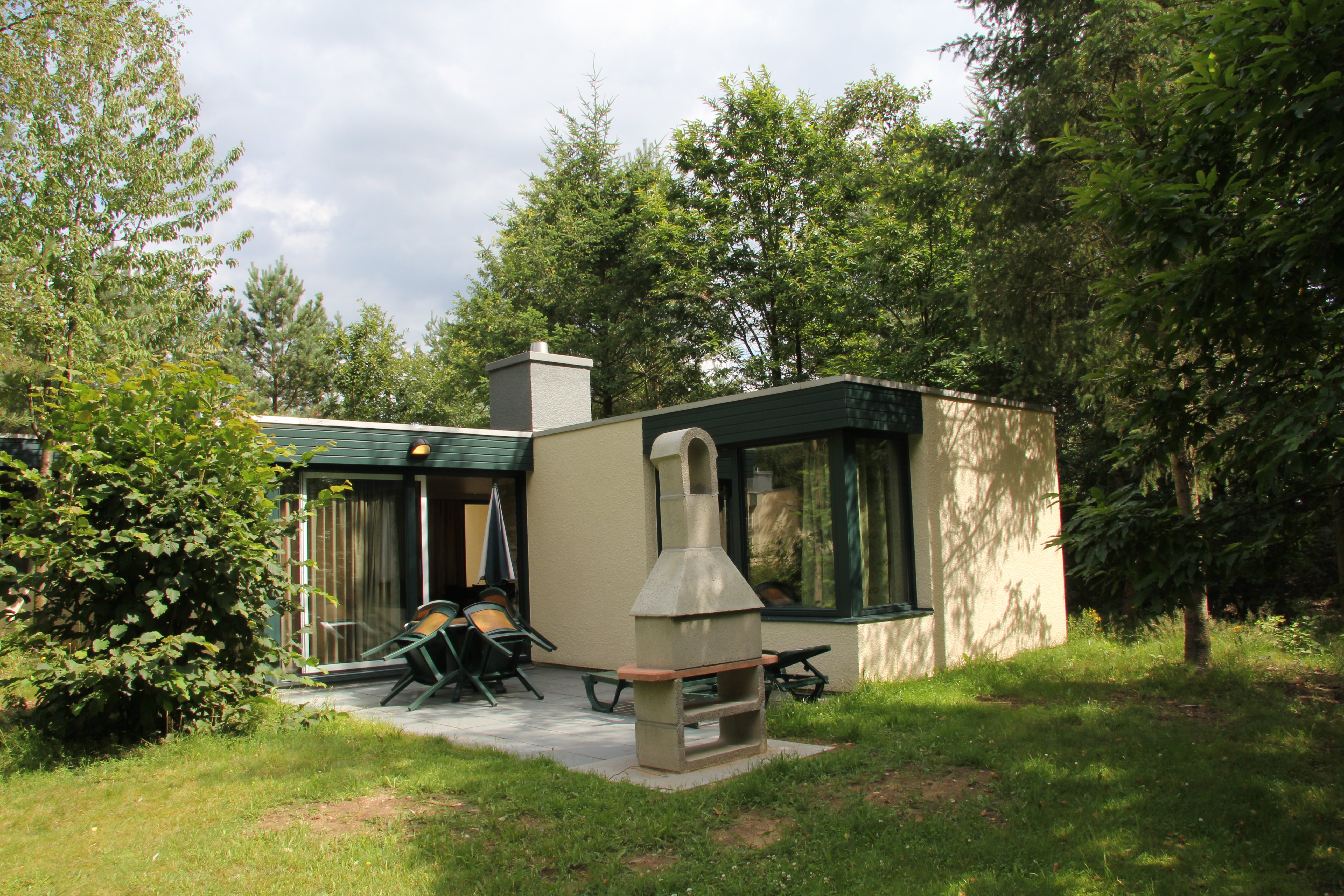
Vakantiehuisje op het park Bispinger Heide van Center Parcs

Jacob Berend (Jaap) Bakema (Groningen, 8 maart 1914 – Rotterdam, 20 februari 1981) was een Nederlands architect en medenaamgever van het bureau Van den Broek en Bakema, dat een bijzondere plaats inneemt in de Nederlandse architectuurgeschiedenis van de 20e eeuw.

## Levensloop
Aan de middelbare technische school in Groningen studeerde Bakema in 1935 af in de richtingen bouwkunde en weg- en waterbouw. Hij werkte daarna enige tijd voor de Groninger architect Willem Reitsema. Tussen 1937 en 1941 volgde hij in Amsterdam Hooger Bouwkundig Onderricht, de architectenopleiding die later de Academie voor Bouwkunst zou worden. Deze opleiding rondde hij onder zijn mentor Mart Stam cum laude af. In deze periode werkte hij ook bij Cornelis van Eesteren in Amsterdam en bij Van Tijen en Maaskant in Rotterdam.
In 1942 probeerde hij vanuit het bezette Nederland Engeland te bereiken. Hij werd in de Pyreneeën aangehouden en in Frankrijk vastgezet. In het najaar van 1944 wist hij Groningen weer te bereiken. Hij dook onder bij zijn collega-architect Evert van Linge.

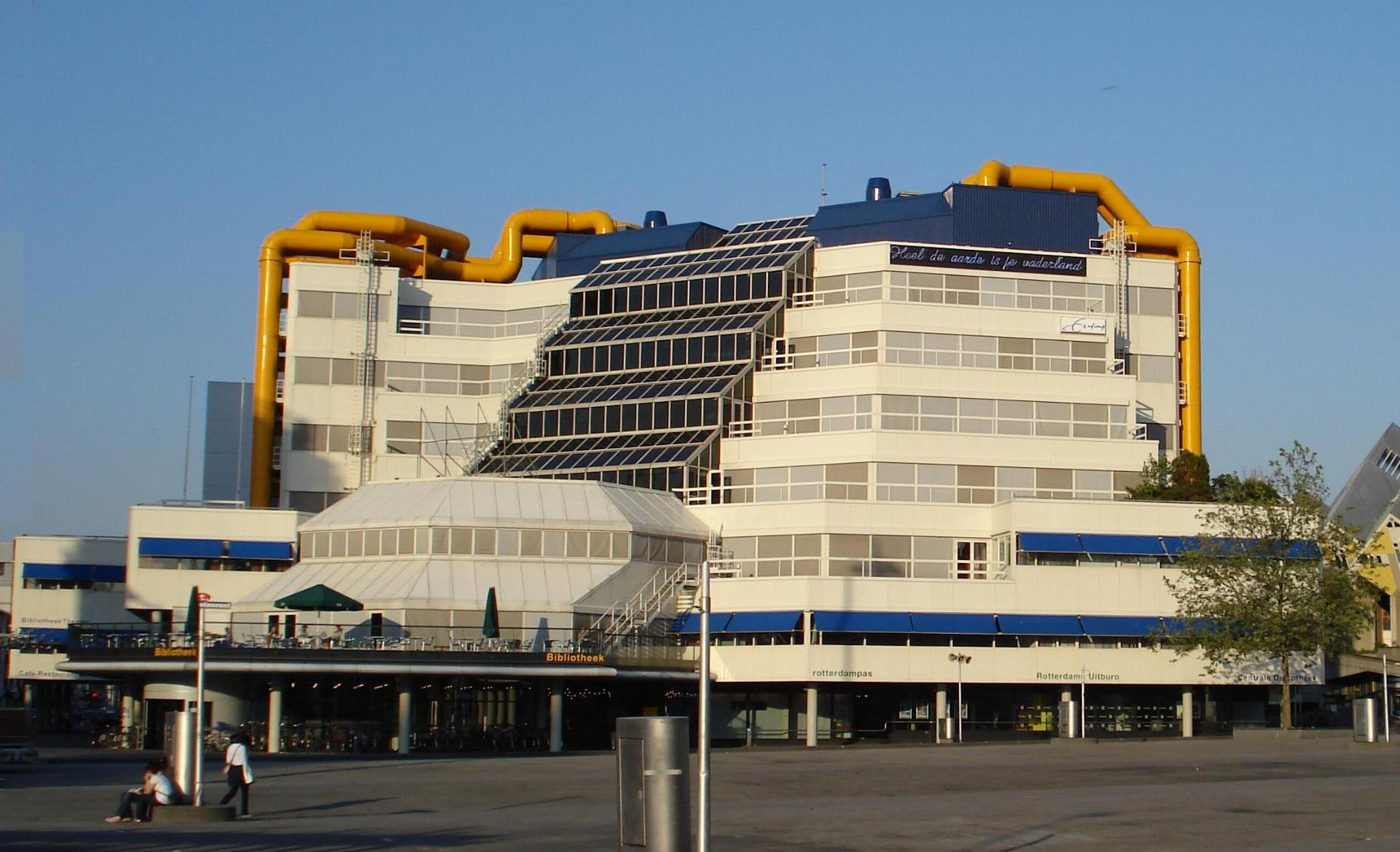
Rotterdam, Centrale Bibliotheek

Tussen 1945 en 1948 werkte Bakema bij de Dienst van Volkshuisvesting in Rotterdam. In 1948 associeerde hij zich met Johannes Brinkman en Jo van den Broek van het architectenbureau Brinkman en Van den Broek. Brinkman was toen ernstig ziek en Van den Broek was zojuist benoemd tot hoogleraar aan de Technische Hogeschool Delft. Na het overlijden van Brinkman in 1949 ging het bureau in 1950 verder onder de naam Van den Broek en Bakema. Van 1959 tot 1964 zat Bakema in de redactie van het tijdschrift Forum, samen met Aldo van Eyck en Herman Hertzberger.
Met het bureau Van den Broek en Bakema heeft Jaap Bakema een zwaar stempel gedrukt op de wederopbouw in Rotterdam. Het laatste gebouw waar hij bij betrokken was, is de Centrale Bibliotheek (1977-1983) in Rotterdam. In 1981 overleed Jaap Bakema. 

## Trivia
- In 2006 is de Bakema Foundation opgericht. Vanaf 2006 tot 2012 werd er jaarlijks een onderzoeksbeurs  van 10.000 euro toegekend voor onderzoek op het snijvlak van architectuur, samenleving en technologie.
- De karakteristieke vakantiehuisjes op de parken van Sporthuis Centrum, het latere  Center Parcs, zijn ontworpen door Jaap Bakema.
- Het Stadhuis van Terneuzen dat door Bakema werd ontworpen en begin jaren '70 is geraliseerd, maakte in April 2025 belangrijk deel uit van het decor van paasevenement The Passion

## Citaat
"Werkelijke architectuur kan in onze dagen slechts worden geschapen door diegenen die zinnens zijn aan de schepping van nieuwe maatschappelijke ordeningen mee te werken."

## Biografie
- Totale Ruimte, Annette Jansen, Querido Fosfor, 2023.